# Kim Jin-woo
Kim Jin-woo (hangul: 김진우; hanja: 金秦禹; rr: Gim Jin-u; MR: Kim Chin-u; nascido em 26 de setembro de 1991) (hangul: 트파이), é um cantor e ator sul-coreano.É popularmente conhecido por ser integrante do grupo masculino Winner formado em 2013 pela YG Entertainment através do programa de sobrevivência "WIN: Who Is Next?

## Vida e carreira
Jinwoo nasceu em 26 de setembro de 1991, em Imja-do, Jeolla do Sul. Ele foi sondado por Seungri do BIGBANG que ficou impressionado com a dança e decidiu trazê-lo para o YG. Seguindo o escoteiro, ele se tornou um trainee da YG Entertainment em 2010. Ele foi um dançarino de apoio no "2011 YG Family Concert", juntamente com o membro do grupo Taehyun. Em 2013 participou no  programa de sobrevivência "WIN: Who Is Next" onde era do time A que ganhou depois 3 votações públicas, Após o programa WINNER TV, Jinwoo debutou no WINNER em 2014, juntamente com Nam Tae-hyun, Kang Seung-yoon, Mino e Lee Seung-hoon.
Em 2016, Jinwoo fez sua estreia no cinema na web-drama "Magic Cellphone".
Em novembro de 2016, Jinwoo foi anunciado como líder na produção de The Little Prince pela Korea National Contemporary Dance Company. Ele é o primeiro Ídolo a fazer parte da produção de dança contemporânea. Ele então estrelou o drama da web "Love For A Thousand More" junto com o colega Seungyoon. O drama da web é uma produção conjunta da CJ E&M, YG Entertainment e YGKPlus.
Depois que um dos membros do Winner deixou o grupo no final de 2016, Lançaram os projetos álbuns:  Fate Number For  em 2017 com duas músicas de sucesso; Really Really e Fool; e  Our Twenty For  com mais duas músicas; Love me Love me e Island. Jinu promoveu  os álbuns e fez varias aparições em  shows de variedades. E junto com o grupo participou do reality Youth Over Flowes.
Em 2018 o  WINNER lançou seu 2.º Álbum de estúdio e está disponível em dois designs diferentes, versões Day e Night. A versão Day tem um fundo prateado limpo com a marca "W" do Winner e o título estilizado do álbum, "EVERYD4Y", enquanto a versão Night tem um fundo preto com uma foto de grupo em preto e branco de Winner sentada em um sofá.

## Filmografia

### Televisão

#### Dramas
| Ano  | Rede          | Título                   | Função    | Episódios |
| ---- | ------------- | ------------------------ | --------- | --------- |
| 2016 | Sohu TV       | Magic Cellphone          | Oh Tae-ji | 10        |
| 2016 | Naver TV Cast | Love for a Thousand More | Hyung-sik | 10        |

#### Reality
| Ano  | Rede   | Título             | Notas                           |
| ---- | ------ | ------------------ | ------------------------------- |
| 2013 | Mnet   | WIN: Who Is Next   | Como membro da Team A           |
| 2013 | Mnet   | WINNER TV          | Elenco                          |
| 2016 | JTBC   | Half-Moon Friends  | Elenco, 12 episódios com WINNER |
| 2017 | MBC TV | Wizard of Nowhere  | Elenco, 1- 25 episódio          |
| 2017 | TVN    | Youth Over Flowers | Ep. Austrália com WINNER        |
| 2018 | JTBC   | Live a Nice Life   | Elenco, 08 episódios            |

#### Shows de variedades
| Ano  | Rede      | Título                      | Notas              |
| ---- | --------- | --------------------------- | ------------------ |
| 2017 | MBC TV    | Weekly Idol                 | Ep. 301 com WINNER |
| 2017 | MBC TV    | Infinity Challenge          | Ep. 530            |
| 2017 | SBS       | Animal Farm                 | Ep. 820 com WINNER |
| 2017 | MBC TV    | Oppa Thinking               | Ep. 01 com WINNER  |
| 2017 | MBC TV    | MBC section tv Idol Men     | Ep. 892 com WINNER |
| 2017 | MBC TV    | Radio Star                  | Ep. 539            |
| 2017 | TVN       | Kang's Kitchen              | Ep. 06 com WINNER  |
| 2018 | JTBC      | Knowing Bros                | Ep. 127 com WINNER |
| 2018 | JTBC      | Let's Dinner Together       | Ep. 82 com Mino    |
| 2018 |           | Amigo TV                    | WINNER             |
| 2018 | Channel A | The City and The Fisherman  | Ep. 43 com Mino    |
| 2018 | MBC       | Omniscient Interfering View | Ep. 26 com Mino    |

### Publicidade
| Ano  | Empresa     | Marca                                        | Referência    |
| ---- | ----------- | -------------------------------------------- | ------------- |
| 2014 | Sejung      | NII                                          | [ 12 ] [ 13 ] |
| 2014 | Coca Cola   | Fanta Fanta Mix Series                       | [ 14 ]        |
| 2014 | Adidas      | Adidas Originals Collection Outerwear Winter | [ 15 ]        |
| 2014 | Elite Basic | Elite Uniforms                               | [ 16 ]        |
| 2014 | Pizza Etang | Pizza Etang                                  | [ 17 ] [ 18 ] |

### Prêmio
| Ano  | Prêmio                           | Categoria            | Resultado |
| ---- | -------------------------------- | -------------------- | --------- |
| 2017 | 17º Prêmio MBC de Entretenimento | Prêmio Best Teamwork | Ganhou    |

### Aparições em Vídeos de música - M/VYoutube
| Título            | Artista | Comprimento | Função                     | Referência    |
| ----------------- | ------- | ----------- | -------------------------- | ------------- |
| Ringa Linga       | Taeyang | 3:49        | Ele mesmo (breve aparição) | [ 19 ]        |
| "I'm Him''        | Mino    | 2:52        | Ele mesmo (breve aparição) | [ 20 ]        |
| "Empty"           | WINNER  | 4:07        | Ele mesmo                  | [ 21 ] [ 22 ] |
| "Color Ring"      | WINNER  | 3:55        | Ele mesmo                  | [ 23 ]        |
| "Sentimental"     | WINNER  | 3:43        | Ele mesmo                  | [ 24 ]        |
| "Baby Baby"       | WINNER  | 5:05        | Ele mesmo                  | [ 25 ]        |
| "Really Really"   | WINNER  | 3:41        | Ele mesmo                  | [ 26 ]        |
| "Fool"            | WINNER  | 3:55        | Ele mesmo                  | [ 27 ]        |
| "Love me Love me" | WINNER  | 3:43        | Ele mesmo                  | [ 28 ]        |
| "Island"          | WINNER  | 3:37        | Ele mesmo                  | [ 29 ]        |
| "Everyday"        | WINNER  | 3:35        | Ele mesmo                  | [ 30 ]        |